# Катеріна Сакелларопулу
Катері́на Сакелларопу́лу (грец. Κατερίνα Σακελλαροπούλου, нар. 30 травня 1956, Салоніки, Греція) — президент Греції (13 березня 2020—13 березня 2025). Обрана президентом парламентом Греції 22 січня 2020. До свого обрання обіймала посаду президента Державної ради, вищого адміністративного суду Греції, з жовтня 2018 року. Після інавгурації стала 13-м президентом Греції (восьмим в історії нинішньої Третьої Грецької Республіки) і першою жінкою, що обійняла цю посаду.

## Життєпис
Народилася 30 травня 1956 в Салоніках. Її сім'я родом з Ставруполі, міста в префектурі Ксанті.
Вивчала право на юридичному факультеті Афінського національного університету імені Каподістрії і закінчила аспірантуру з конституційного й адміністративного права в Університеті Пантеон-Ассас у Парижі.
1982 року прийнята в Державну раду доповідачем.
Була членом Асоціації суддівських працівників Державної ради. Обіймала низку посад в асоціації: генерального секретаря (1985—1986), віцепрезидента (2006—2008) і президента (1993—1995, 2000—2001).
2000 року стала радницею.
У жовтні 2015 призначена віцепрезидентом Державної ради, а в жовтні 2018 одноголосно обрана на посаду голови Ради. Чутливість Сакелларопулу до громадянських свобод, екологічних проблем і прав меншин та біженців спонукала тодішню ліву адміністрацію Сірізи висунути її на цю посаду.
Схвалила Преспанську угоду, підписану 17 червня 2018, яка вирішила суперечку щодо назви Македонії. Вела в Держраді справу росіянина Олександра Винника, можливого творця сервісу BTC-e.
Регулярно публікується в наукових журналах. Також зробила свій внесок у книгу «Фінансова криза та захист навколишнього середовища в прецедентному праві Державної ради» (Οικονομική κρίση και προστασία του περιβάλλοντος στη νομολογία του Συμβουλίου της Επικρατείας), Papazisis Publications.
15 січня 2020 прем'єр-міністр Греції Кіріакос Міцотакіс висунув її кандидатуру на посаду Президента Грецької Республіки, на якій її обрали 22 січня 2020; за її кандидатуру проголосував 261 із 300 депутатів Парламенту (33 утрималися, 6 відсутні).
3 листопада 2022 року, під час повномасштабного вторгнення РФ до України, Сакелларопулу прибула з офіційним візитом до Києва.

## Особисте життя
Живе зі своїм партнером, Павлосом Коцонісом, адвокатом. У неї є одна дитина від попереднього шлюбу.
Вболіває за футбольний клуб «Аріс» (Салоніки).